# Silhouettea dotui
Silhouettea dotui es una especie de pez de la familia de los Gobiidae en el orden de los Perciformes.

## Morfología
Los machos pueden llegar a alcanzar los 4 cm de longitud total.

## Hábitat
Es un pez de mar y, de clima tropical y demersal.

## Distribución geográfica
Se encuentra en el Japón.

## Observaciones
Es inofensivo para los humanos. 